# Orbitokathina
Orbitokathina es un género de foraminífero bentónico de la subfamilia Rotaliinae, de la familia Rotaliidae, de la superfamilia Rotalioidea, del suborden Rotaliina y del orden Rotaliida. Su especie tipo es Orbitokathina vonderschmittii. Su rango cronoestratigráfico abarca el Coniaciense (Cretácico superior).

## Clasificación
Orbitokathina incluye a las siguientes especies:
- Orbitokathina hottingeri †
- Orbitokathina sarayi †
- Orbitokathina vonderschmittii †